# 常州奥林匹克体育中心
常州奥林匹克体育中心（英語：Changzhou Olympic Sports Center），是位於中國江蘇省常州市的體育中心。

## 主要活動

### 文娛演出
- 2009年4月5日，劉德華《Wonderful World中國巡迴演唱會》（常州站）
- 2010年7月17日，周杰倫《超時代世界巡迴演唱會》（常州站）
- 2011年4月17日，王力宏《MUSIC-MAN世界巡迴演唱會》（常州站）
- 2011年5月22日，張學友《1/2世紀世界巡迴演唱會》（常州站）
- 2011年7月16日，蔡依林《Myself世界巡迴演唱會》（常州站）
- 2011年9月3日，陳奕迅《DUO世界巡迴演唱會》（常州站）
- 2011年12月25日，方大同《15方大同Khalil Fong中國音樂之旅》（常州站）
- 2012年5月19日，張惠妹《AMeiZING 15週年世界巡迴演唱會》（常州站）
- 2013年5月19日，五月天《諾亞方舟世界巡迴演唱會》（常州站）
- 2014年7月19日，周杰倫《魔天倫世界巡迴演唱會》（常州站）
- 2014年11月22日，陳奕迅《EASON's LIFE世界巡迴演唱會》（常州站）
- 2015年4月11日，孫燕姿《克卜勒世界巡迴演唱會》（常州站）
- 2015年8月1日，汪峰《“峰暴来临”超级巡演》（常州站）
- 2016年5月7日，張惠妹《烏托邦世界巡城演唱會》（常州站）
- 2016年10月15日，周杰倫《地表最強世界巡迴演唱會》（常州站）
- 2017年5月6日，張學友《A CLASSIC TOUR 學友.經典世界巡迴演唱會》（常州站）
- 2018年5月26日-5月27日，周杰倫《地表最強2世界巡迴演唱會》（常州站）
- 2018年7月13日-7月14日，五月天《人生無限公司巡迴演唱會》（常州站）[2]
- 2019年5月25日，莫文蔚《絕色莫文蔚25周年世界巡迴演唱會》（常州站）
- 2019年8月3日，林俊傑《聖所2.0世界巡迴演唱會》（常州站）
- 2023年10月20-21日，薛之谦《天外來物巡迴演唱會》（常州站）
- 2023年11月19日，《衡昌之夜「遇見青春的自己」群星演唱會》（常州站）
- 2024年7月5-6日，蔡依林《Ugly Beauty世界巡迴演唱會》（常州站）
- 2024年8月16-17日，時代少年團《參重樓-樓非樓演唱會》（常州站）
- 2025年4月19日，林憶蓮《迴響 Resonance 2025 巡迴演唱會》（常州站）